# Gambialoa orientalis
Gambialoa orientalis är en insektsart som beskrevs av Irena Dworakowska 1979. Gambialoa orientalis ingår i släktet Gambialoa och familjen dvärgstritar. Inga underarter finns listade i Catalogue of Life.